# Lilla Edet (gemeente)
Lilla Edet is een Zweedse gemeente in Västergötland. De gemeente behoort tot de provincie Västra Götalands län. Ze heeft een totale oppervlakte van 344,2 km² en telde 12.902 inwoners in 2004.

## Plaatsen
- Lilla Edet
- Lödöse
- Göta
- Nygård
- Hjärtum
- Vabacken en Metholmen
- Lekvall
- Ballabo en Kyrkeby
- Garn en Eckene
- Prässebo
- Hälltorp en Heden
- Hede en Munkängen
- Mjösund en Västersjön